# Chorro de Agua Fría
El Chorro de Agua Fría es una cascada ubicada en el departamento de Tacuarembó, Uruguay.
Con una caída de aproximadamente 14 metros es el salto de agua ininterrumpido más alto del Uruguay.

## Descripción
El Chorro de Agua Fría, se ubica sobre una profunda quebrada rodeada de enormes paredones rocosos. El Arroyo de la Quebrada Chico cae libremente desde la parte más alta hacia un cúmulo de rocas en la parte inferior. La topografía abrupta del sitio da lugar a la formación de un microclima tropical en el que se desarrolla una gran biodiversidad de especies vegetales y animales. Entre ellos se pueden destacar los numerosos ejemplares de musgos y helechos, así como también grandes ombúes.

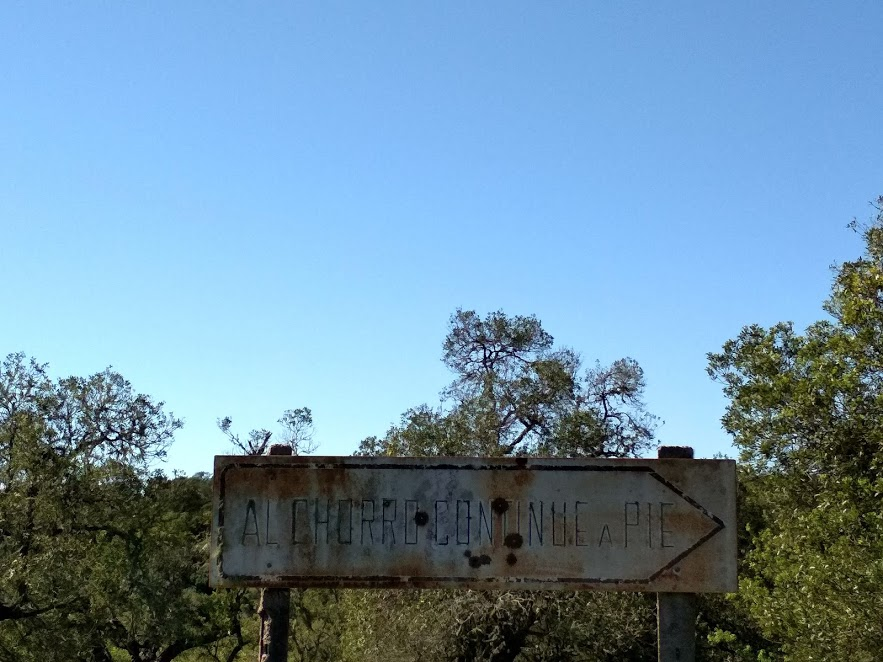
Cartel que indica el camino hacia el Chorro de Agua Fría